# Axa Assistance
Die Axa Assistance (AXA Assistance SA) ist eine 100-prozentige Tochtergesellschaft der Axa-Gruppe. Das Unternehmen wurde 1959 in Spanien unter dem Namen GESA gegründet. Es ist mit 7.000 Angestellten und in 33 Ländern vertreten.
Jährlich bearbeitet das Unternehmen rund 8,5 Millionen Fälle von Soforthilfe und bietet Assistance-Leistungen in vier Hauptgeschäftsfeldern an. Dieses sind Fahrzeug-Soforthilfe, medizinische Soforthilfe, Reise-Soforthilfe und Soforthilfe im Bereich Wohnen und Leben.